# Aeonium decorum
Aeonium decorum är en fetbladsväxtart som beskrevs av Philip Barker Webb och C. Bolle. Aeonium decorum ingår i släktet Aeonium och familjen fetbladsväxter. Utöver nominatformen finns också underarten A. d. alucense.

## Bildgalleri

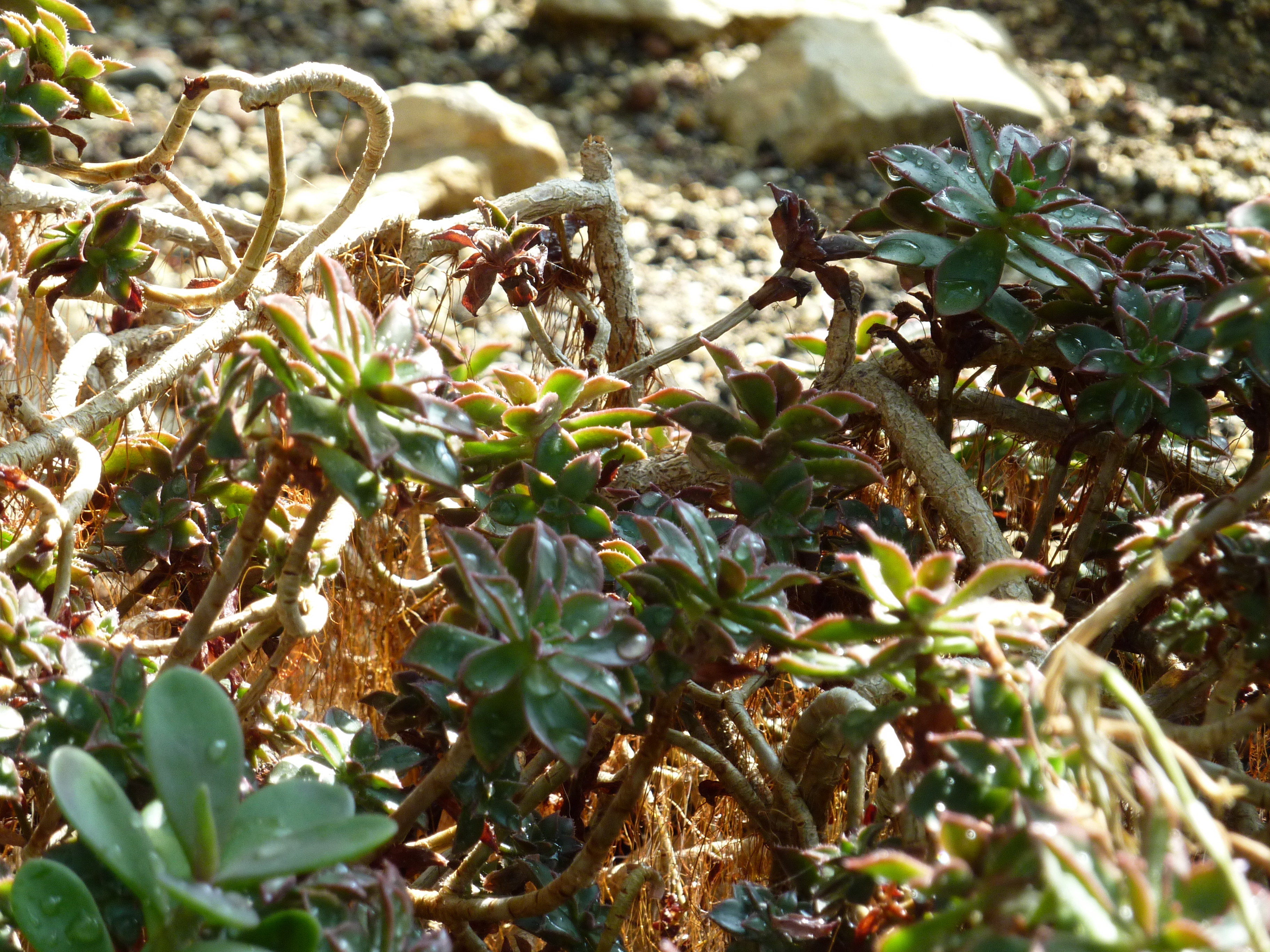
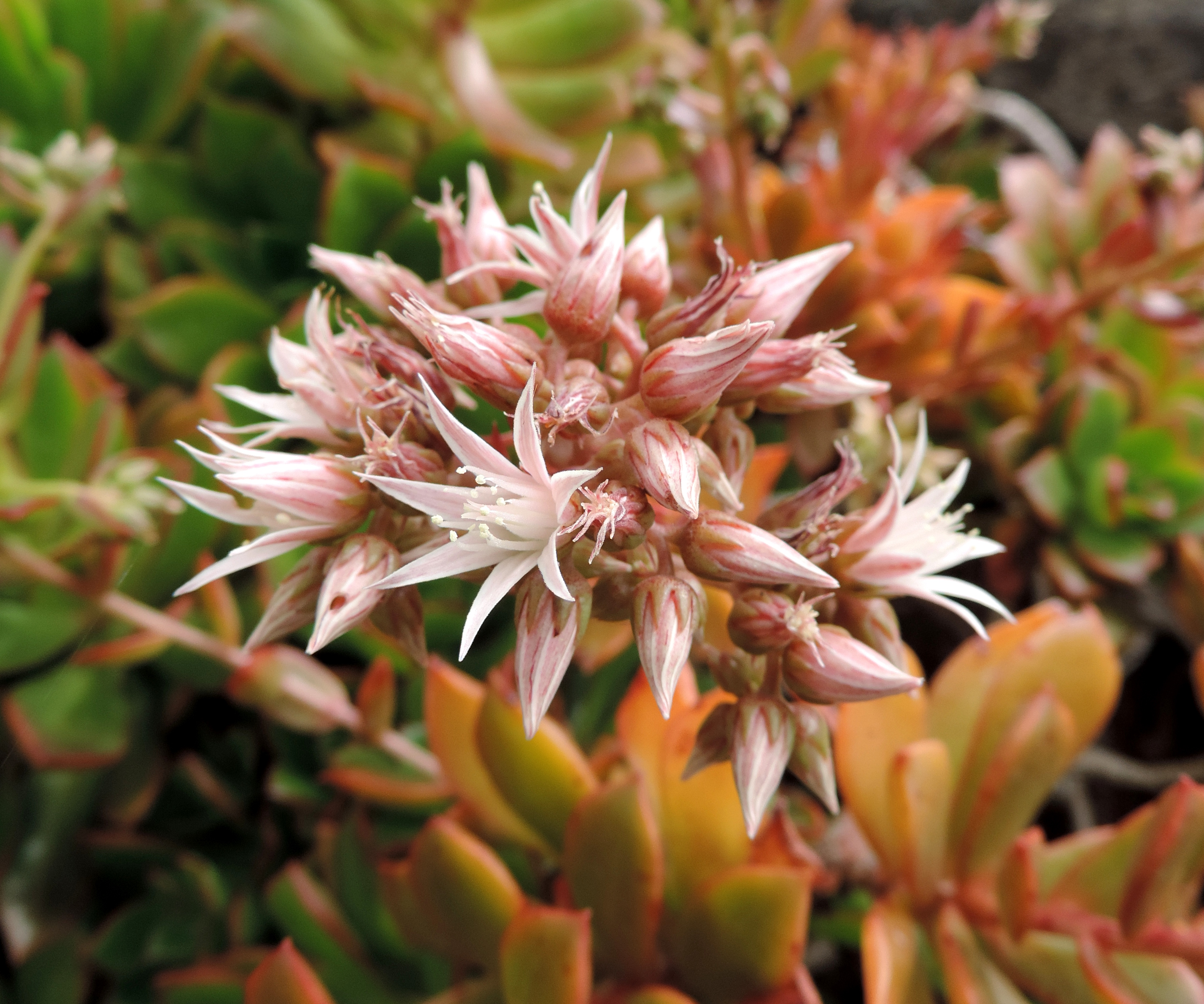
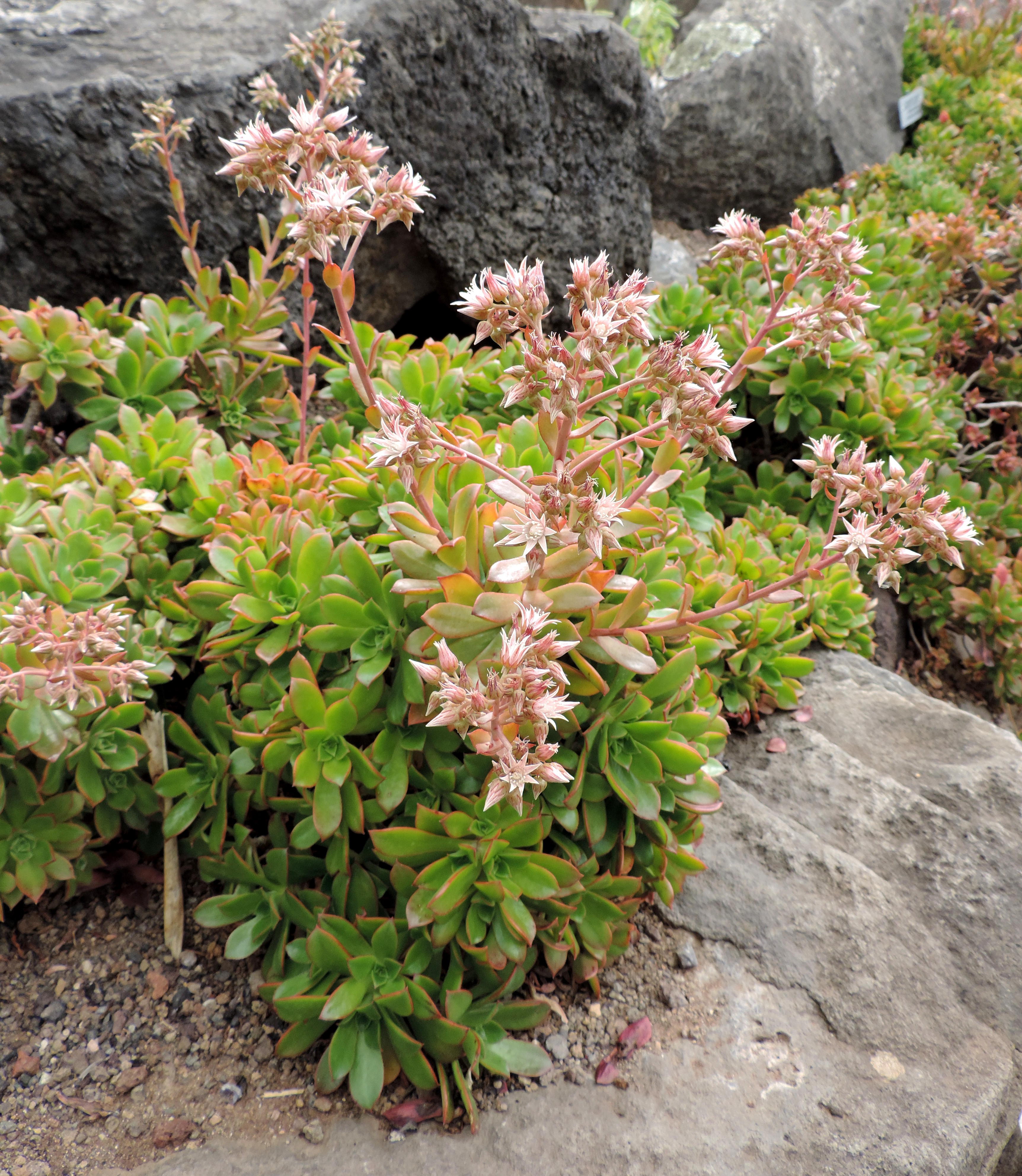
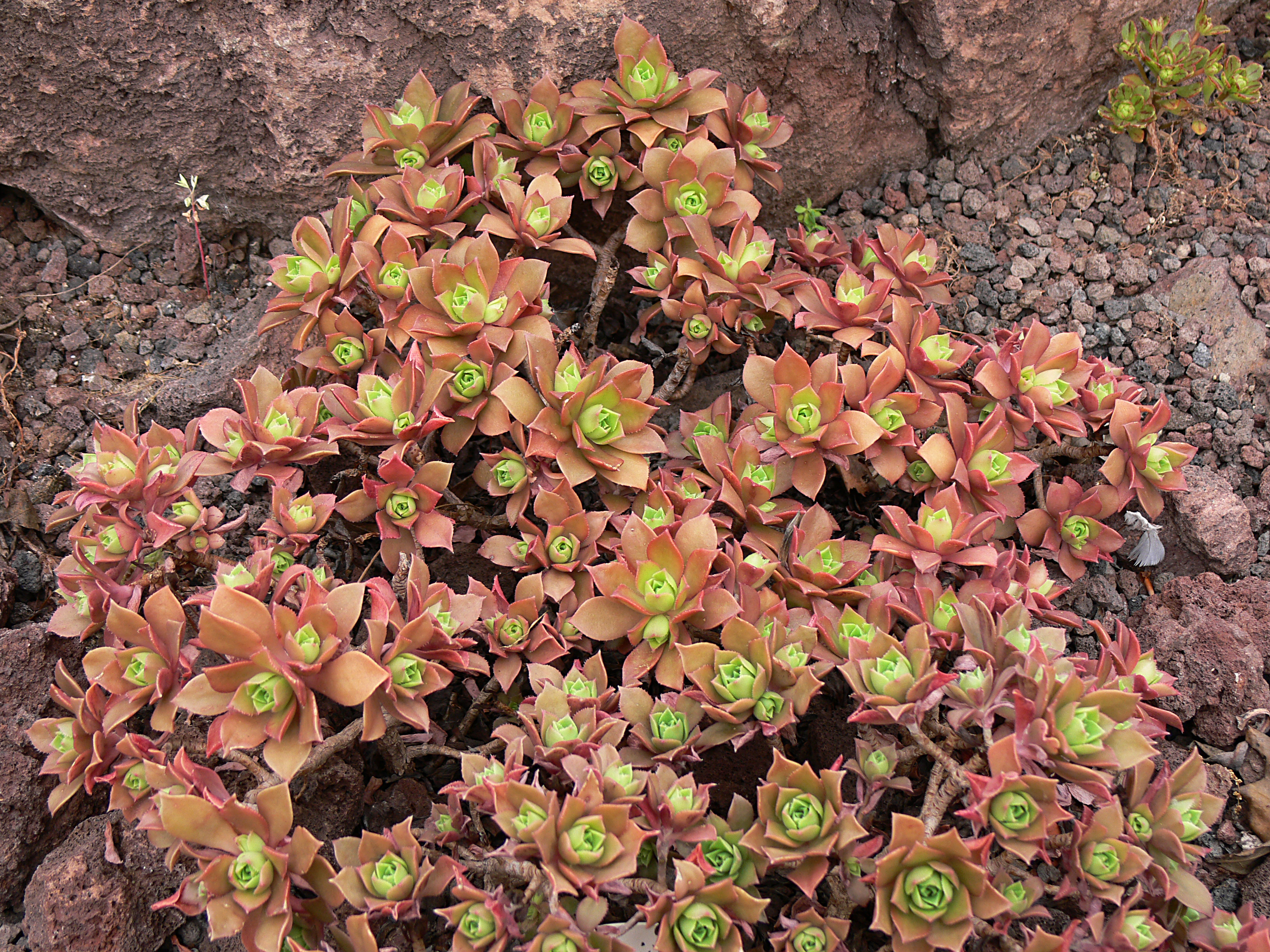
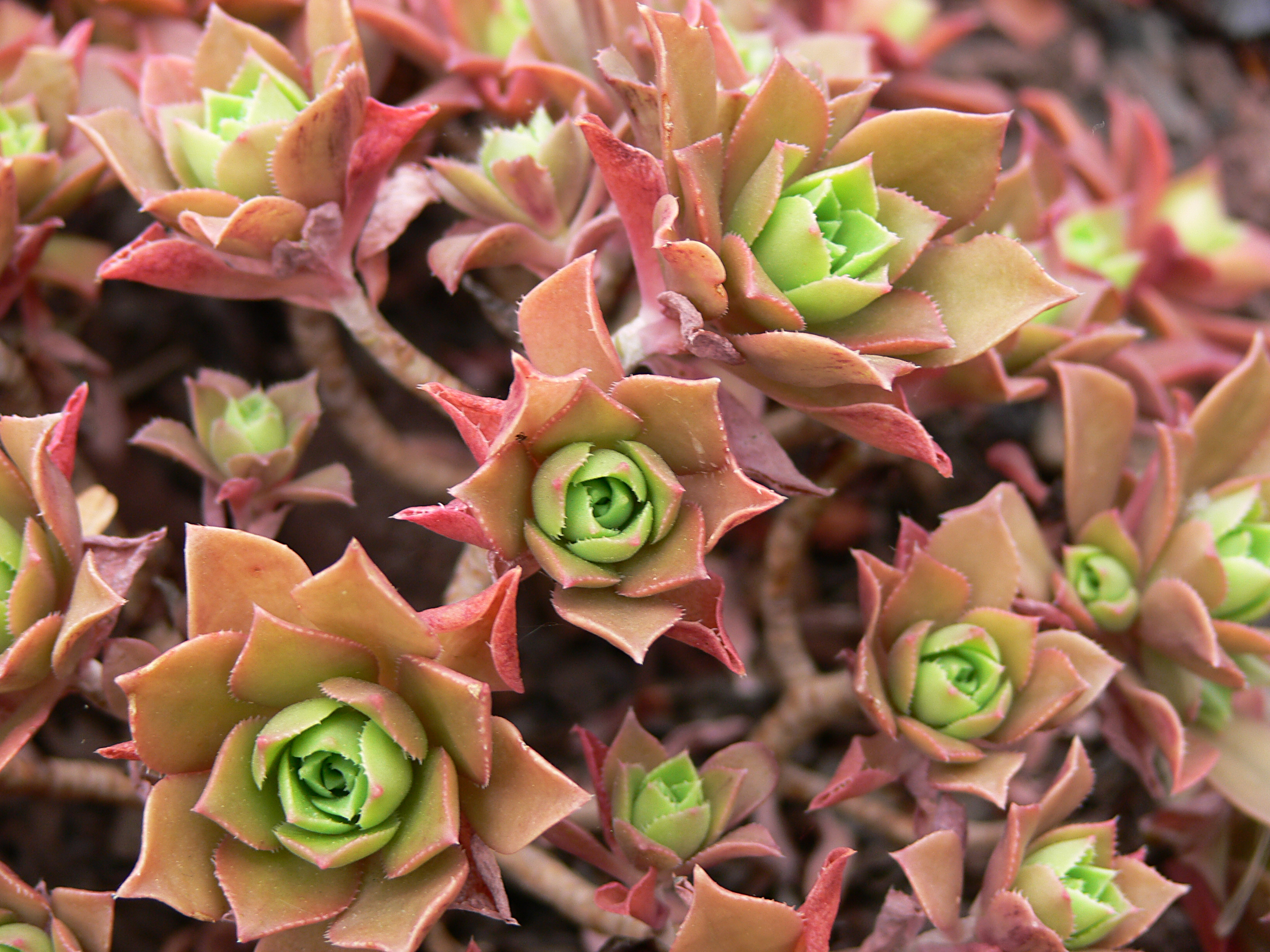